# 贝特朗·马里·德莱塞普
贝特朗·马里·德莱塞普（法語：Bertrand Marie de Lesseps，1875年2月3日—1918年8月28日），法國男子劍擊運動員，他曾經代表該國參加1908年夏季奧林匹克運動會佩劍個人和團體項目，後來於1918年第一次世界大戰踏入尾聲之際在一次戰鬥當中被殺。

## 家庭
贝特朗·马里·德莱塞普是法國外交官费迪南·德莱塞普的兒子以及劍擊運動員伊斯梅尔·德莱塞普的兄弟。